# Maddie Hinch
Maddie Hinch, właśc. Madeleine Claire Hinch MBE (ur. 8 października 1988 w West Chiltington) – brytyjska hokeistka na trawie, grająca na pozycji bramkarki.
Hokejem na trawie zainteresował ją nauczyciel WF-u, który zauważył w niej talent i umiejętności potrzebne na pozycji bramkarki podczas gry w rounders.
Karierę reprezentacyjną rozpoczęła w 2008 roku, debiutując w meczach towarzyskich z Niemkami. Numerem jeden w bramce reprezentacji Anglii oraz Wielkiej Brytanii została po igrzyskach olimpijskich w Londynie. Dwukrotnie zdobywała medale Igrzysk Wspólnoty Narodów, a czterokrotnie stawała na podium Mistrzostw Europy.
W 2016 roku podczas igrzysk w Rio de Janeiro wraz z reprezentacją zdobyła mistrzostwo olimpijskie. Mecz ćwierćfinałowy z Hiszpanią był jej setnym w reprezentacji.
Trzykrotnie wybierana najlepszą bramkarką świata (2016–2018).
Po mistrzostwach świata w Londynie, gdzie Angielki zajęły siódme miejsce, zawiesiła karierę reprezentacyjną, zapowiadając jednak powrót, aby pomóc koleżankom w obronie tytułu mistrzyń olimpijskich w Tokio.